# Diastylis koreana
Diastylis koreana är en kräftdjursart som beskrevs av William Thomas Calman 1911. Diastylis koreana ingår i släktet Diastylis och familjen Diastylidae. Inga underarter finns listade i Catalogue of Life.